# Veckenstedt

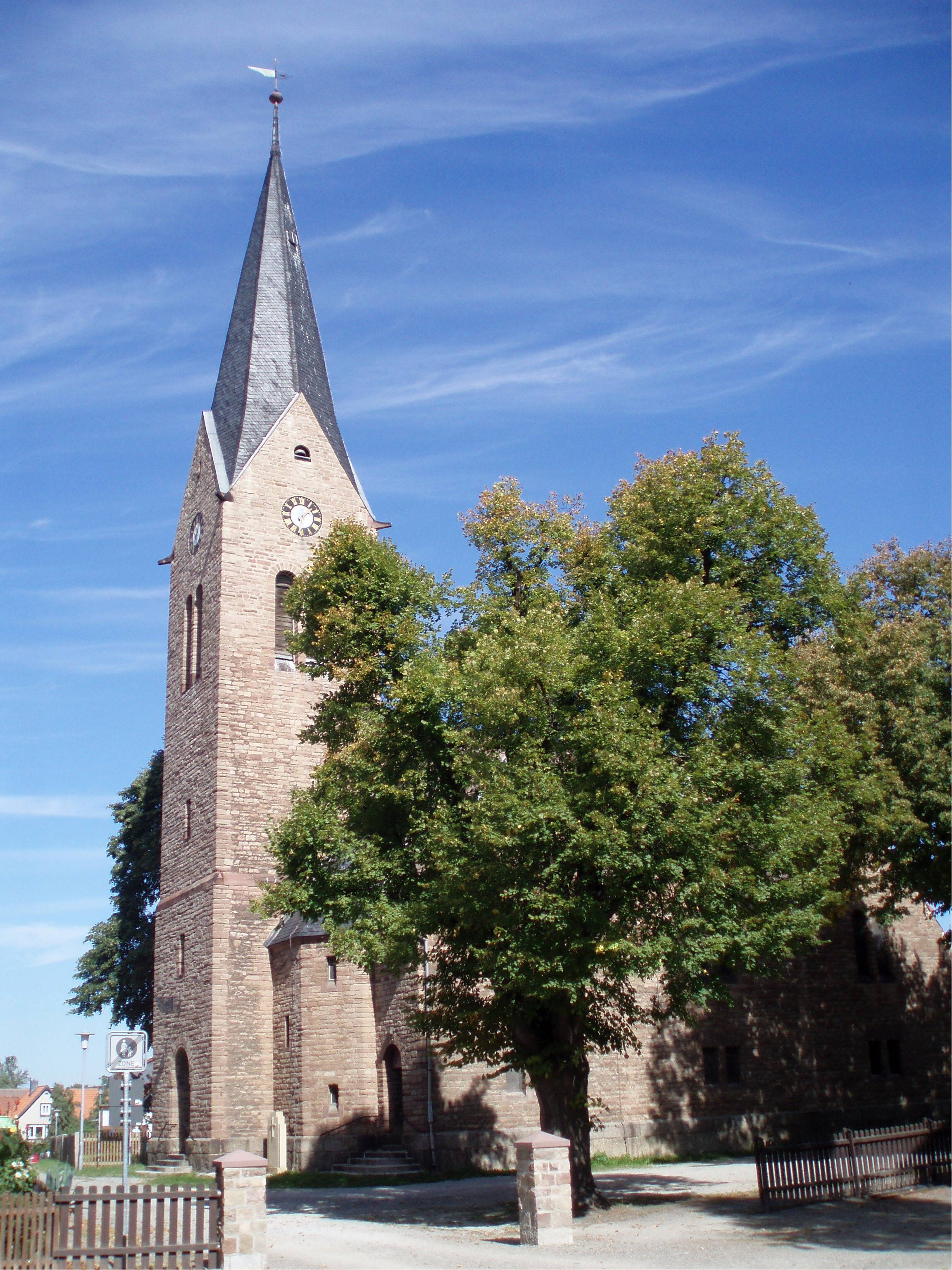
Kirche in Veckenstedt

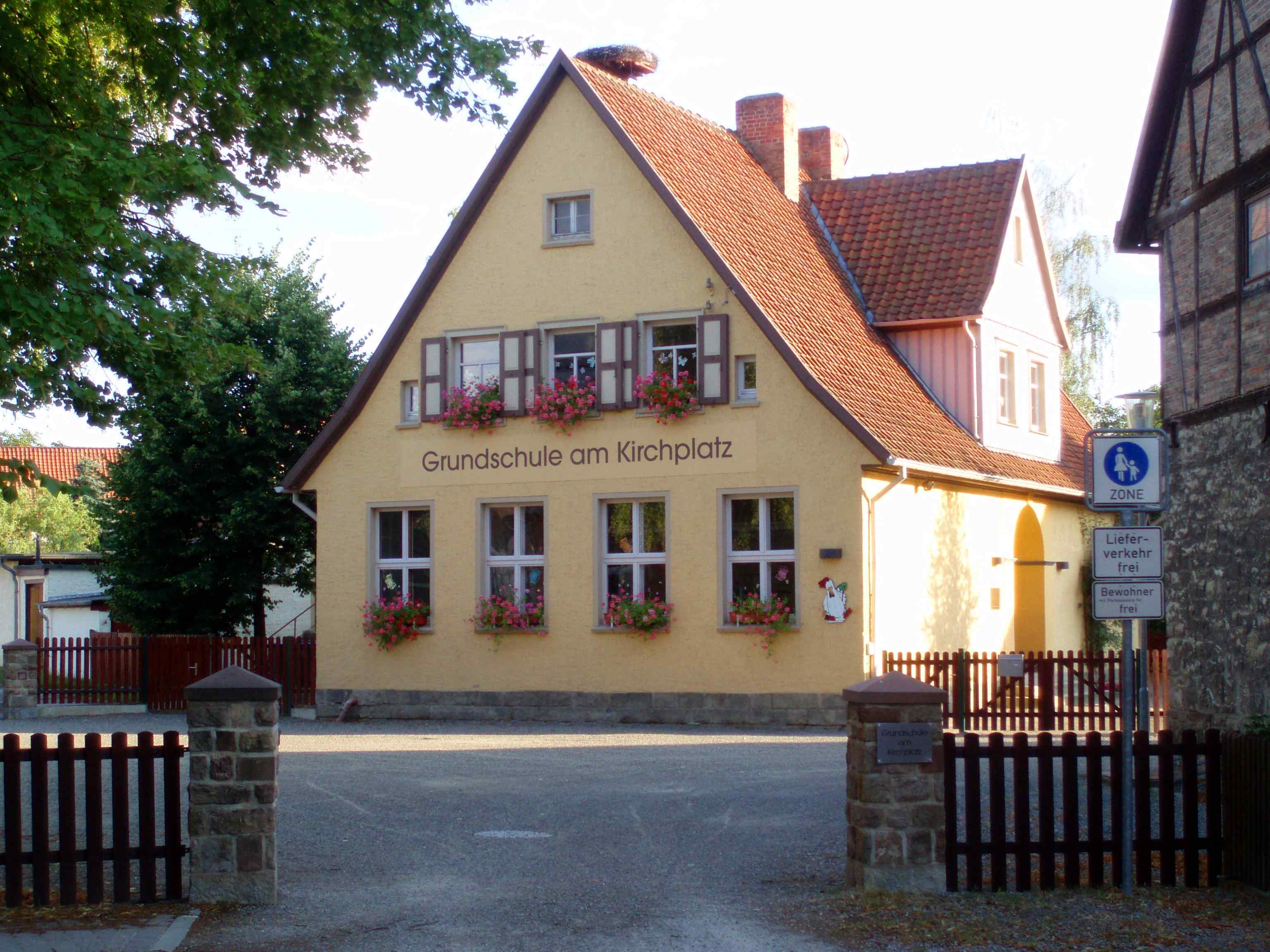
Grundschule Veckenstedt

Veckenstedt ist ein Ortsteil der Gemeinde Nordharz im Landkreis Harz in Sachsen-Anhalt.

## Geografische Lage
Der Ort liegt an der Ilse, in die der Rammelsbach und der Kienbach  münden, rund fünf Kilometer in Luftlinie nordöstlich von Ilsenburg (Harz).

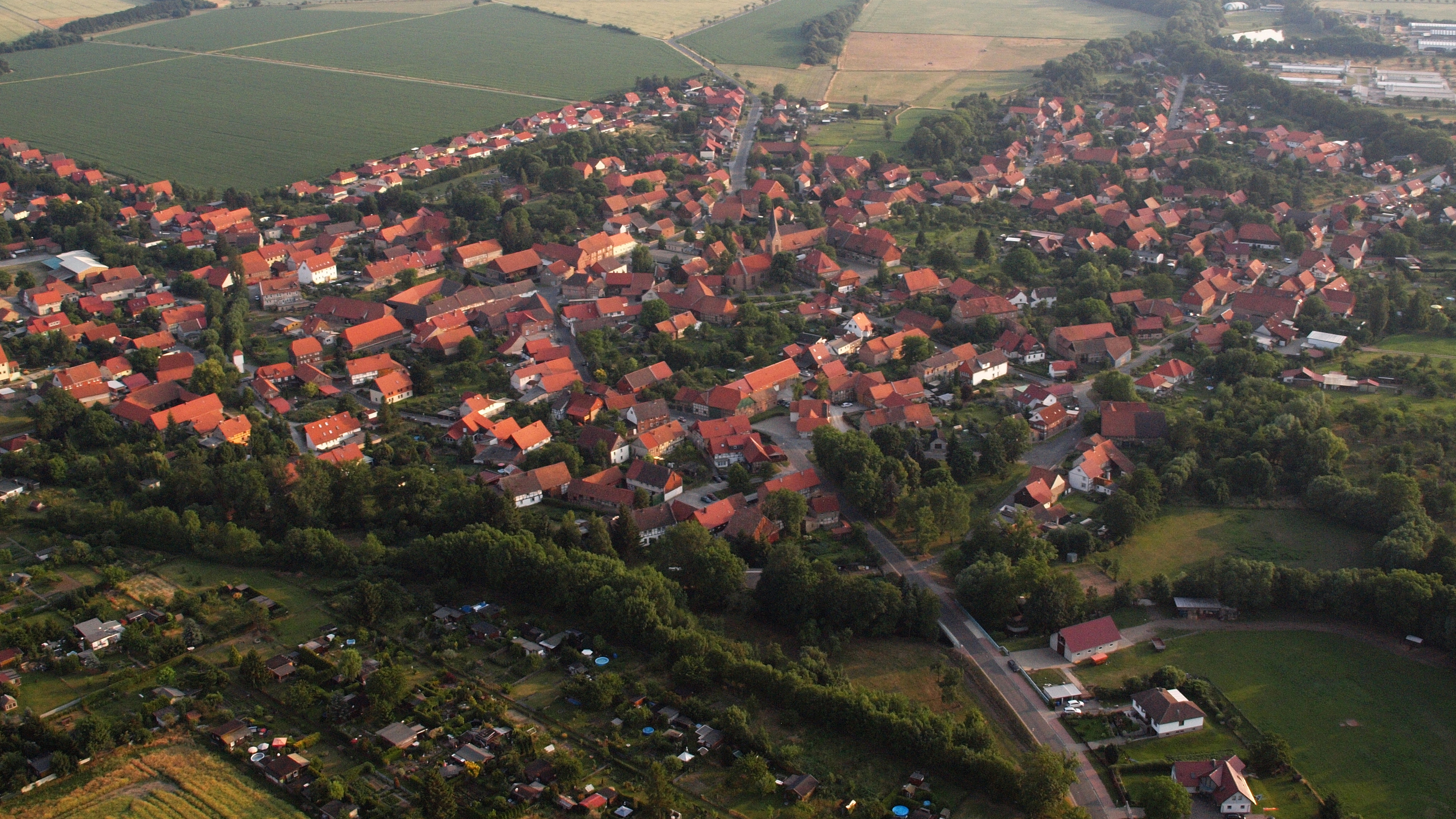
Veckenstedt, Luftaufnahme (2015)

## Geschichte
Die Geschichte Veckenstedts reicht bis weit ins frühe Mittelalter zurück. Erstmalig wurde der Ort im Jahre 1040 urkundlich erwähnt. Veckenstedt ist eng mit der Geschichte des Klosters Ilsenburg verbunden, besonders die Fischteiche zu Veckenstedt (heutige Teichwirtschaft Veckenstedt). 
Im Mittelalter lag Veckenstedt im Harzgau. Die Herren von Veckenstedt, deren bedeutendstes Mitglied Walo II. war, besaßen hier Güter.
Am 1. Januar 2010 schlossen sich die bis dahin selbstständigen Gemeinden Veckenstedt, Danstedt, Heudeber, Langeln, Schmatzfeld, Stapelburg, Abbenrode und Wasserleben zur Einheitsgemeinde Nordharz zusammen.

## Wappen und Flagge
Das Wappen wurde am 7. Mai 2009 durch den Landkreis genehmigt.
Blasonierung: „In Gold drei grüne Lindenblätter, die nach oben und zu den Seiten aus dem Knoten eines mit beiden Enden herabhängenden schwarzen Seils sprießen.“
Die Farben der ehemaligen Gemeinde sind – ausgehend von der Tingierung des Wappens – Grün-Gelb.
Das Wappen wurde vom Magdeburger Kommunalheraldiker Jörg Mantzsch gestaltet. Es bezieht sich in seiner Symbolik auf die ehemals in der Ortsgemarkung stehende Gerichtslinde, weshalb ein Strick (Galgenstrick) mit den drei Lindenblättern verbunden ist.
Die Flagge ist Grün-Gelb (1:1) gestreift (Querform: Streifen waagerecht verlaufend, Längsform: Streifen senkrecht verlaufend) und mittig mit dem Wappen belegt.

## Infrastruktur

### Verkehrsanbindung
Veckenstedt liegt westlich der von Wernigerode nach Norden führenden Bundesstraße 244. Die Bundesautobahn 36 führt mit einer Anschlussstelle südlich an Veckenstedt vorbei. Im Ort halten die Linienbusse der Harzer Verkehrsbetriebe.

### Schulen
- Landschulheim Grovesmühle
- Grundschule am Kirchplatz

### Kindertagesstätten
- Veckenstedter Käferland

## Kultur
Zu überörtlicher Bekanntheit sind die Kunstmühle Veckenstedt mit ihren Tangoveranstaltungen, der Frauenchor und die beiden Spielmannszüge, Spielmannszug Veckenstedt 1967 e. V. und SV „Fortschritt“ Spielmannszug Veckenstedt e. V., gelangt.

## Persönlichkeiten
- Wilhelm Kutscher (1920–2017), Landgerichtspräsident in Braunschweig
- Karl Oppermann (1930–2022), Maler, lebte seit 1996 hier